# Oberschlesisches Landesmuseum
Das Oberschlesische Landesmuseum (OSLM) ist ein historisches Museum in Ratingen, welches 1983 eröffnet wurde und sich der Geschichte und Kultur Oberschlesiens widmet. 

## Geschichte des Museums

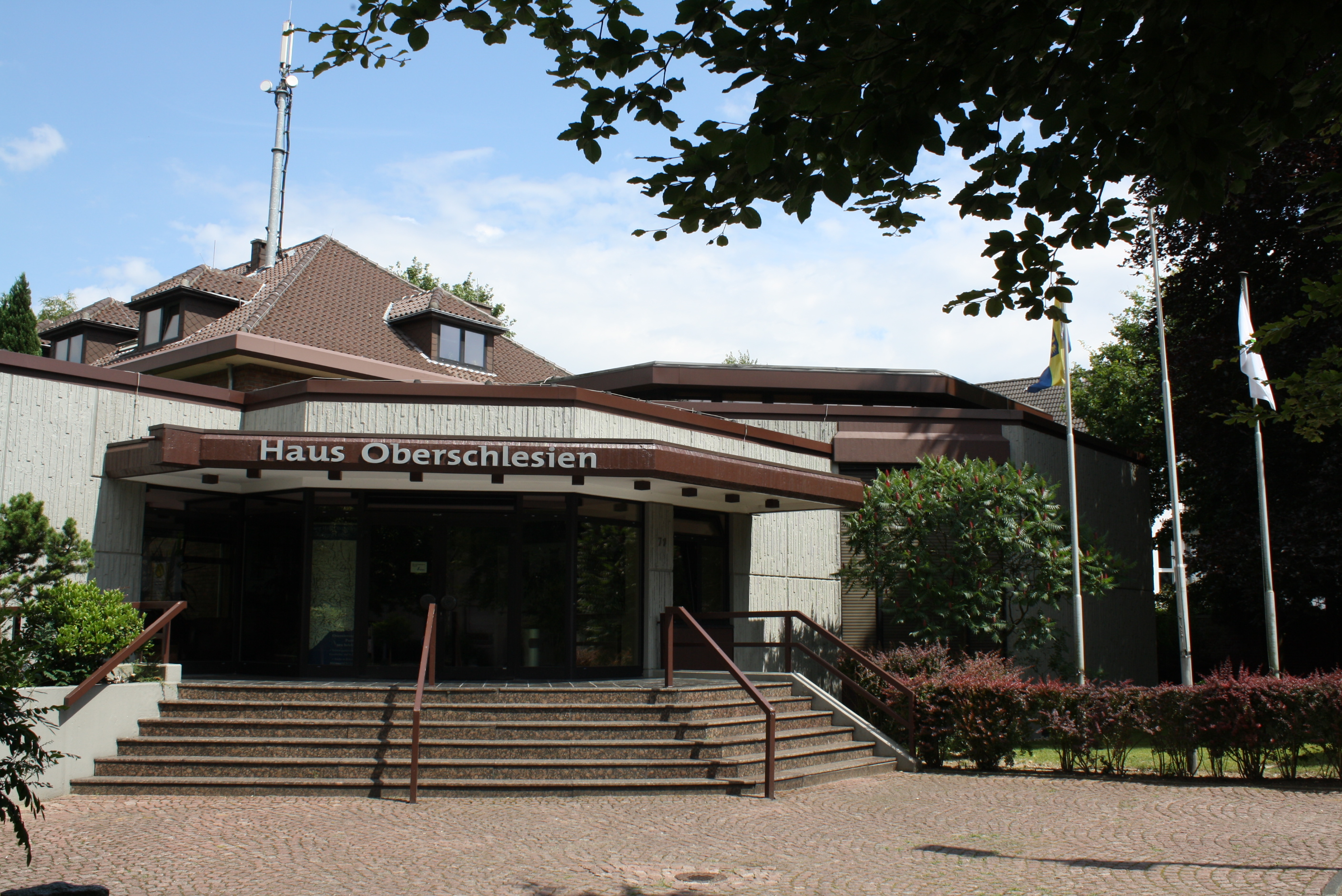
Stiftungssitz Haus Oberschlesien, ehemaliges Museumsgebäude, eröffnet 1983

Das Oberschlesische Landesmuseum (OSLM) wurde 1983 vom damaligen nordrhein-westfälischen Ministerpräsidenten Johannes Rau eröffnet. Seitdem übernahm das Museum wichtige Funktionen bei der kulturellen sozialen Integration von deutschen Vertriebenen und Spätaussiedlern aus Oberschlesien, deren kulturelles Erbe es präsentiert. Nach 1989 entwickelte sich die Institution immer mehr zu einem international anerkannten Vermittler zwischen deutschen, polnischen und tschechischen Interessenten des oberschlesischen Themas.
1998 bekam das Museum einen modernen barrierefreien Funktionsbau gegenüber von dem alten Standort, der entsprechend einer Förderkonzeption von der Bundesregierung finanziert wurde. Der Ausstellungsbau wurde vom Kölner Architekturbüro Walter von Lom & Partner entworfen und entspricht der Form dreier aneinandergrenzender Würfel.
Träger des Museums ist die 1970 gegründete Stiftung Haus Oberschlesien, eine Stiftung des privaten Rechts. Es befindet sich direkt gegenüber des alten Museumsgebäudes „Haus Oberschlesien“ in Ratingen-Hösel, in dem aktuell die Stiftung ihren Sitz hat. Einrichtung, Bau und Betrieb des Oberschlesische Landesmuseum (OSLM) wurden und werden vom Land Nordrhein-Westfalen gefördert, nach dem die Bundesrepublik sich aus der Förderung zurückzog.
Die museale Arbeit wird durch das Land Nordrhein-Westfalen auf Grundlage des § 96 BVFG gefördert. Grundlagen sind sowohl die Patenschaft des Landes Nordrhein-Westfalen für die in Deutschland lebenden Oberschlesier von 1964 sowie die seit dem Jahr 2000 intensivierte Partnerschaft mit der polnischen Woiwodschaft Schlesien.
Ausstellungsschwerpunkte des Museums sind die Kulturgeschichte Oberschlesiens und der angrenzenden Gebiete, die Bergbau- und Schwerindustriegeschichte des oberschlesischen Industriereviers sowie die Geschichte des 20. Jahrhunderts. Heutzutage stehen Sammlung, Bewahrung, Forschung und Vermittlung des oberschlesischen Kulturerbes ganz im Sinne des europäischen Dialogs im Vordergrund.
Im Juni 2025 wurden Pläne der Stiftung Haus Oberschlesien bekannt, den Museumsstandort in Ratingen zu schließen und die Ausstellung an einen anderen Standort zu verlagern. Als Gründe werden die wirtschaftliche Situation und die Erreichbarkeit des Museums in Ratingen-Hösel angeführt.

## Aufbau

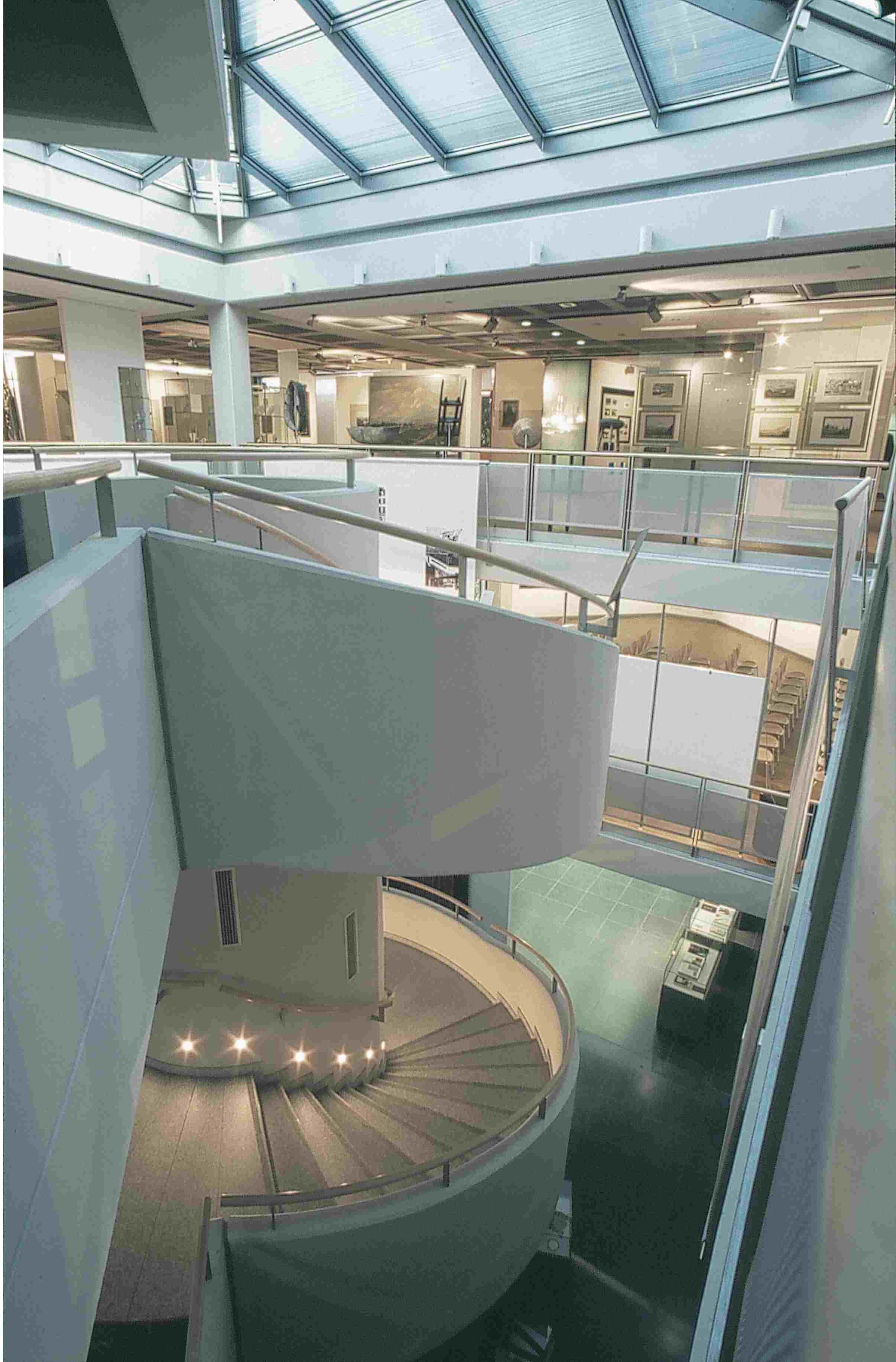
Treppenhaus Obergeschoss, Oberschlesisches Landesmuseum (Aufnahme vor 2006)

Das Museum verfügt über eine Ausstellungsfläche von ca. 2.000 m² über drei Stockwerke verteilt. Im Obergeschoss ist der Großteil der Dauerausstellung und ein erhöhtes Sockelgeschoss mit ca. 200 m², auf dem kleinere Wechselausstellungen stattfinden. Darüber hinaus verfügt dieser Bereich über einen abgetrennten Vorstellungsraum mit integriertem Bildschirm für Filmvorführungen. Im Erdgeschoss werden auf einer Ausstellungsfläche von ca. 500 m² die Sonderausstellungen präsentiert. Im Untergeschoss befindet sich ein kleinerer Teil der Dauerausstellung, die Escape Rooms, das Depot und interne Werkstätten.
Ebenfalls finden sich auf dem Museumsgelände diverse Ausstellungsstücke, wie die imposante Seilscheibe der Zeche Knurów oder der Eisenbahnwaggon aus Tschechien.

## Ausstellungen
Die Dauerausstellung erstreckt sich auf zwei Ebenen und umfasst etwa 1.000 Quadratmeter. Sie widmet sich der Kultur und Geschichte Oberschlesiens und gliedert sich in drei Hauptthemen:
- Oberschlesien vor der Industrialisierung: Dieser Abschnitt behandelt die Geschichte Oberschlesiens seit dem 13. Jahrhundert, beginnend mit der deutsch-rechtlichen Siedlung und der politischen Entwicklung unter den schlesischen Piasten und später den Habsburgern. Im 18. Jahrhundert wurde Oberschlesien überwiegend preußisch.
- Oberschlesien und die Industrie: Hier liegt der Fokus auf der industriellen Entwicklung, insbesondere im Bergbau und der Metallverarbeitung. Es wird die Rolle von Adel, preußischem Staat und Unternehmern beleuchtet. Weitere Themen umfassen die Bedeutung der Eisenbahn, die Landwirtschaft und soziale Probleme sowie das Alltagsleben in der Industriegesellschaft, inklusive der Beiträge der jüdischen Bevölkerung.
- Oberschlesien im 20. Jahrhundert: Dieser Abschnitt beschreibt Oberschlesien als Zentrum politischer Spannungen zwischen Deutschland und Polen, den Zweiten Weltkrieg, Nationalsozialismus und die Vertreibung der Bevölkerung nach dem Krieg. Die Ausstellung endet mit einem Ausblick auf das friedliche Zusammenleben von Deutschen und Polen im vereinten Europa.

Im Untergeschoss gibt es eine spezielle Abteilung zur Bergbaugeschichte Oberschlesiens. Es werden ein nachgebauter Stollenabschnitt, Exponate zur Rohstoffgewinnung, Werkzeuge, Bergarbeiterkultur sowie Kohleschnitzereien gezeigt. Zudem wird die Fayence- und Porzellansammlung des Museums präsentiert, mit besonderen Stücken aus verschiedenen Porzellanmanufakturen der Region.

## Sammlung
Das Museum hat einen Sammlungsbestand an oberschlesischen Kulturgütern und deckt folgende Sammlungsbereiche ab:

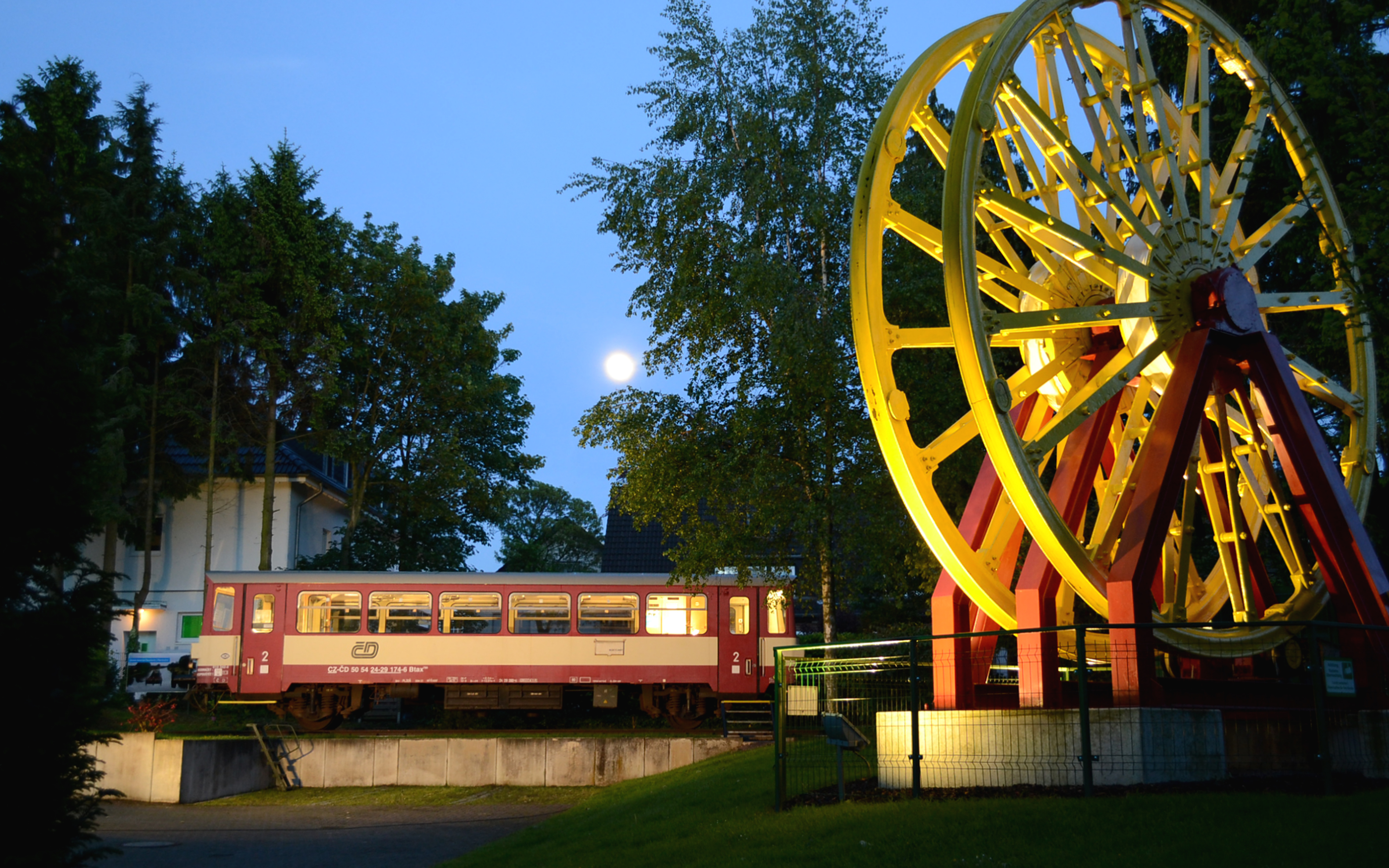
Seilscheiben und Eisenbahn-Waggon (Aufnahme während der Museumsnacht 2014)

- Religiosa
- Textilien (u. a. Trachten und Bergmannsuniformen)
- Landwirtschaft
- Politik
- Spielzeug
- Industrie-, Technik- und Verkehrsgeschichte
- Militaria
- Numismatik
- Kunst, so Malerei bis Grafik, Porzellan und Glas
- Historische Schriftquellen, Zeitungen, Zeitschriften, Periodika, Kataloge und andere Dokumente
- Plakate, Fotosammlung, Bildarchiv, Postkarten, Tonträger, Filme